# Foil Arms and Hog
Foil Arms and Hog è un trio comico irlandese, formato da Seán Finegan (Foil), Conor McKenna (Arms) e Seán Flanagan (Hog). Il gruppo si esibisce per la TV, in radio, online e nei teatri. Scrivono, filmano e pubblicano un video nuovo ogni settimana sulle loro pagine YouTube, Facebook e Instagram. Con il passare degli anni sono diventati uno dei gruppi comici irlandesi più apprezzati.

## Il nome
Il nome del gruppo deriva dai soprannomi che i tre giovani si sono attribuiti l'un l'altro. Seán Finegan, è soprannominato Foil: in inglese equivale alla  spalla nel duo comico. Conor McKenna, è chiamato Arms per essere "tutto gambe e braccia". Seán Flanagan è chiamato affettuosamente dai suoi amici Hog. Questo è dovuto a un'espressione tipicamente inglese: hog è un vecchio modo per indicare il maiale domestico (il logo del gruppo è un maiale) ma significa anche "appropriarsi" di qualcosa. L'espressione deriva dal fatto che trattandosi di un animale onnivoro, dalla reputazione ingorda, il maiale domestico cerca di appropriarsi di tutto il cibo a sua disposizione. In modo simile Flanagan cerca di attirare su di sé tutta la luce dei riflettori.

## Storia
Il gruppo nasce nel 2008, quando i tre membri, studenti alla University College Dublin in architettura (Finegan), ingegneria (Flanagan) e genetica (McKenna), si incontrano frequentando la "Drama Society" universitaria. Si ritrovano uniti nel loro amore per la serie TV Father Ted e un comune interesse per la comicità. 
Non trovando lavoro dopo la laurea, a causa della crisi economica, decidono di lanciarsi nel settore comico, iniziando a fare piccoli spettacoli nella città di Galway. Sull'argomento, hanno detto "... è stata assolutamente la cosa migliore che poteva capitarci. Se la Tigre Celtica avesse continuato a crescere, e tutti i nostri amici avessero cominciato a fare un sacco di soldi, saremmo stati molto sotto pressione per trovare un lavoro serio. Invece, abbiamo avuto la scusa perfetta per scherzare per un po' e vedere come andava." Un altro risultato della crisi economica è stata la crisi del mercato immobiliare, che ha reso sostenibile affittare un ufficio in cui girare gli sketch.
Rapidamente cominciano a postare i loro sketch su YouTube ampliando il loro seguito e facendosi conoscere anche all'estero. Foil Arms and Hog non hanno un genere specifico, creano sketch basati sull'osservazione e occasionalmente su tematiche. Fra gli sketch più popolari sul loro canale YouTube sono inclusi "When Irish People Can't Speak Irish" (Quando gli irlandesi non parlano irlandese), "An Englishman plays Risk" (Un inglese gioca a Risiko), "WTF is Brexit" (Che cavolo è la Brexit?) e "How to Speak Dublin" (Come parlare in dublinese). Foil Arms and Hog si esibiscono in spettacoli dal vivo principalmente in Irlanda e nel Regno Unito. Sono spesso invitati al famoso Edinburgh Fringe festival, dove riscontrano un notevole successo. Negli ultimi anni hanno fatto anche delle tournée negli Stati Uniti e in Australia dove hanno vinto il premio del Adelaide Fringe. Nel 2019 il trio ha intrapreso il suo primo minitour europeo nelle città di Amsterdam, Berlino e Winterthur.

## Formazione
- Seán "Foil" Finegan
- Conor "Arms" McKenna
- Seán "Hog" Flanagan

## Programmi televisivi
- Foil, Arms and Hog: XBox Kinect Paralympics (2011)
- Foil Arms and Hog: Live at Vicar Street, regia di Daniel Fleming (2014)
- Foil Arms and Hog: DoomDah, regia di Daniel Fleming (2017)
- Foil Arms and Hog: Craicling, regia di Daniel Fleming (2019)